# 首都圏地震観測網
首都圏地震観測網（しゅとけんじしんかんそくもう、英語: Metropolitan Seismic Observation network、略称：MeSO-net メソネット）は、2007年度（平成19）年度より、文部科学省により始められた『首都直下地震防災・減災 特別プロジェクト』により整備されたボアホール型の地中地震計による中感度地震観測網。観測点は南関東の関東平野を中心に約400箇所（2009年時点）設置されている。
高密度の観測網を構築した事で、従来の観測網より精度の高い震源分布を決定することが可能となり、更に建物を破壊する震動（強震動の）予測に必要な地下構造（地震波速度構造）も明らかになった。

## 特徴
高品位の観測データを得るためには、関東平野では堆積層下の基盤まで到達する3000m級の観測井が望まれるが、安価に短い工期で観測網を整備する為に約20m程度の地下に地震計が設置されていて、地上部装置は停電でも約50時間稼働できる。観測点の立地は主に公立の教育機関、公園、公立図書館などが多く選定されている。
観測井が浅いため、生活ノイズ（人間の経済活動に伴う震動）や気象現象に伴うノイズによる観測データの S/N比の低下が懸念されたが、様々な手法を駆使しノイズを低減したデータが得られている。また、ボアホール観測施設を建設する技術は民間主の技術体であるために年月の経過により技術の伝承が途絶えてしまわないよう配慮する必要があるが、構造を実現するための工法、機器の型式などを文書記録として残している。
観測データの解像度を上げるために観測点は気象庁や防災科学技術研究所の高感度地震観測網（Hi-net）よりも高密度で配置されている。また、免震機能と自家発電装置を備えたデータセンターは東京大学地震研究所内におかれ観測データは関係機関に配信されている。

### データ伝送
GPSを利用した高精度の時刻を利用し、観測点毎にデータに正確なタイムスタンプが付与されている。MeSO-net のデータ伝送はインターネット回線を使用しているが、従来のWINシステムの伝送方式では回線の混雑時や受信側過負荷時にデータ欠落が生じる事があったが、当システムでは新たに自律協調型データ伝送プロトコル(Autonomous Cooperative data Transer Protocol:ACT Protocol)が開発され、「データ伝送が滞った際は送信量を減らす」「正常伝送されたとの応答が無かった場合はデータを再送」等の処理を行い、運用開始から2009年10月時点まででデータ伝送の欠落を生じなていない。なお、このACT Protocolのソースコードはオープンソースとして公開されている。